# Confederación de Nacionalidades Indígenas de la Amazonía Ecuatoriana
La Confederación de Nacionalidades Indígenas de la Amazonía Ecuatoriana (Confeniae) es una organización indígena ecuatoriana. Fue fundada el 24 de agosto de 1980 en Puyo. Está conformada por varias organizaciones filiales, las mismas que pertenecen a las diferentes nacionalidades indígenas de la región amazónica de Ecuador. Actualmente, el presidente de la Confeniae es José Esach.
Es la filial de la Confederación de Nacionalidades Indígenas del Ecuador (Conaie), desde su fundación en 1986 y copa alrededor del 30 % de sus delegados, siendo el miembro mayoritario. A nivel internacional, forma parte de la Coordinadora de las Organizaciones Indígenas de la Cuenca Amazónica (COICA), una red de organizaciones indígenas de toda la Cuenca del Amazonas. La Confeniae funge como el principal representante social de la población indígena amazónica ecuatoriana, además ejerce una gran influencia sobre el Movimiento de Unidad Plurinacional Pachakutik, el cual es su representante político en los procesos electorales.

## Integrantes
- Shuar: Ficsh (Federación Interprovincial de Centros Shuar), Nashe (Nación Shuar del Ecuador), Fenashp (Federación de la Nacionalidad Shuar de Pastaza) Fenashz (Federación de la Nacionalidad Shuar de Zamora Chinchipe), Fepnasho (Federación Provincial de la Nacionalidad Shuar de Orellana), Fepceshs (Federación Provincial de Centros Shuar de Sucumbíos).
- Kichwa: Ctnkp (Circunscripción Territorial de la Nacionalidad Kichwa de Pastaza), FOIN (Federación de Organizaciones Indígenas del Napo), Ficckae (Federación Interprovincial de Comunas y Comunidades Kichwas de la Amazonía Ecuatoriana), Fonakise (Federación de Organizaciones de la Nacionalidad Kichwa de Sucumbíos del Ecuador), Ockil (Organización de la Nacionalidad Kichwa de Loreto).
- Achuar: NAE (Nacionalidad Achuar del Ecuador).
- Shiwiar: Nashie (Nacionalidad Shiwiar del Ecuador).
- Waorani: NAWE (Nacionalidad Waorani del Ecuador), Onwan (Organización de la Nacionalidad Waorani de Napo), Onwo (Organización de la Nacionalidad Waorani de Orellana).
- Siona: Onise (Organización de la Nacionalidad Indígena Siona del Ecuador).
- Secoya: OISE (Organización Indígena Secoya del Ecuador).
- A'i Kofan: NOA'IKE (Nacionalidad Originaria A'i Kofan del Ecuador).
- Zápara: NASE (Nacionalidad Sapara del Ecuador).
- Andwa: NAPE (Nacionalidad Andwa de Pastaza del Ecuador).
- Quijos:Naoqui (Nación Originaria Quijos).